# Glider Ushñahua Huasanga
Glider Agustín Ushñahua Huasanga (Pucallpa, 26 de setembro de 1968 – Pucallpa, 16 de abril de 2020) foi um advogado e político peruano. Atuou como congressista da República representando Ucayali pelo período interrompido 2016-2019.

## Biografia
Nasceu em Pucallpa em 26 de setembro de 1968. Completou seus estudos primários em sua cidade natal e Puerto Esperanza, na província de Purús, nas margens do rio Purus, e seus estudos secundários em Pucallpa. 
Em 1989, mudou-se para a cidade de Huánuco, onde concluiu seus estudos de direito na Universidade de Huanuco, em 1999. Estudou mestrado em administração pública na Universidade Continental. 
Em 2007, foi juiz de paz do distrito de Nauta, província e departamento de Loreto e, entre 2015 e 2016, foi reitor da Ordem dos Advogados de Ucayali.

### Carreira política
De 2005 a 2015, foi membro do partido Ação Popular.
Em 2016, candidatou-se com a Força Popular ao Congresso Nacional do departamento de Ucayali, obtendo representação com 12.234 votos preferenciais para o período 2016-2021. No entanto, após a dissolução do Congresso, decretada pelo presidente Martín Vizcarra, seu mandato parlamentar terminou em 30 de setembro de 2019.

### Morte

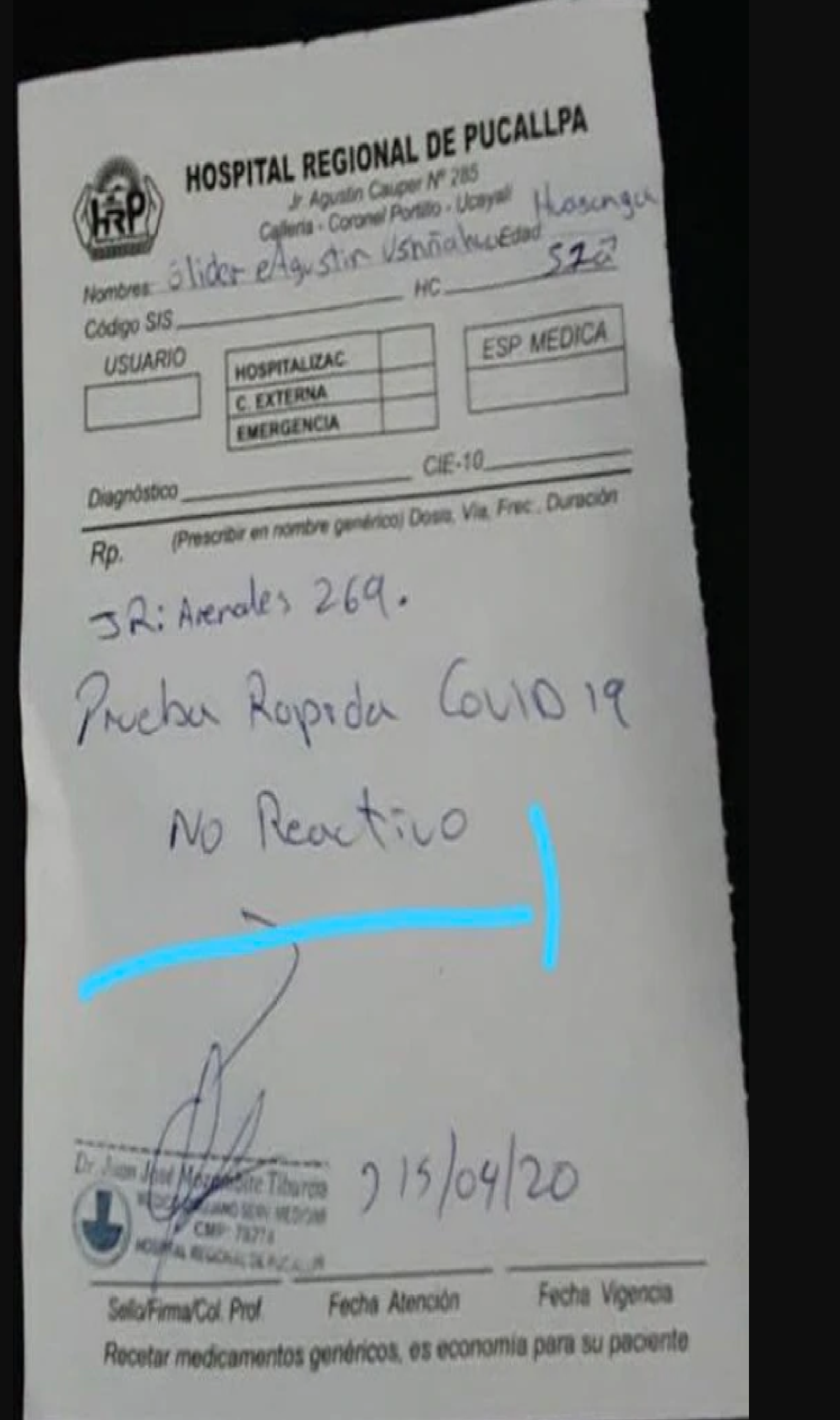
Atestado de Ushñahua sobre seu teste rápido da COVID-19.

Morreu em 16 de abril de 2020 no hospital EsSalud em Pucallpa devido a problemas respiratórios causados pela COVID-19 durante a pandemia dessa doença no Peru. Sua morte ocorreu depois que ele falhou em um teste rápido e foi-lhe negado o atendimento no Hospital Regional de Pucallpa e no Hospital Amazônico de Yarinacocha. Depois disso, foi ao Hospital EsSalud, na cidade, onde finalmente morreu.